# Sterrennacht boven de Rhône
Sterrennacht boven de Rhône is een schilderij van de Nederlandse postimpressionistische kunstschilder Vincent van Gogh, geschilderd te Arles in september 1888, olieverf op linnen, 72,5 × 92 centimeter groot. Het werk bevindt zich in de collectie van het Musée d'Orsay in Parijs.

## Periode
Van Gogh schilderde twee "sterrennachten", door hemzelf studies van de sterrenhemel genoemd. Het thema hield hem al langer bezig. Reeds in juni 1888 schreef hij aan de schilder Émile Bernard:"Wanneer zal ik ooit een sterrenhemel schilderen, dat schilderij dat me al jaren achtervolgt". Korte tijd later schreef hij aan zijn zus: "Soms lijkt het me toe dat de nacht kleurrijker is dan de dag". Het hier besproken Sterrennacht boven de Rhône werd geschilderd in september 1888, een tweede versie, De sterrennacht, dateert van driekwart jaar later, uit juni 1889. In de periode dat Van Gogh Sterrennacht boven de Rhône schilderde verbleef hij te Arles en voelde hij zich relatief gelukkig. Het werk is dan ook is rustiger en meer evenwichtig dan zijn meer bekende latere versie, die hij schilderde toen hij was opgenomen in het ziekenhuis van Saint-Paul-de-Mausole in Saint-Rémy-de-Provence. Halverwege september 1889 stuurde hij beide sterrennachtschilderijen naar zijn broer Theo in Parijs. In 1899 kocht de Nederlandse schrijver Bas Veth het schilderij van de weduwe van Theo. Hij schreef er een lyrische brief over aan Henri Borel. Na zijn dood kwam het schilderij terecht in het Musée d'Orsay in Parijs.

## Afbeelding
Van Gogh schilderde Sterrennacht boven de Rhone kort na een avondwandeling, waarin hij volgens zijn eigen correspondentie een soort van mystieke samenhang ervoer van water, gras en lucht. In zijn weergave laat hij deze drie elementen dan ook samenvloeien tot een dynamisch geheel.
Van Gogh schepte duidelijk genoegen in het maken van Sterrennacht boven de Rhône, getuige de uitvoerige aandacht die hij aan het werk besteedde in zijn correspondentie. Het werk straalt dan ook een zekere vreugde uit, die onderstreept wordt door het paartje beneden, dat het romantische gevoel van de sterrennacht met de schilder mee lijkt te beleven.
In brieven aan zijn vriend Eugène Boch en aan zijn broer Theo legt Van Gogh de nadruk op de kleurcompositie zoals hij die voor ogen had en die hij baseerde op kleurtheorieën van Eugène Delacroix: "De sterrenhemel is geschilderd bij avond, onder het licht van gaslantaarns. De lucht is groen-blauw, het water diepblauw, de grond lichtpaars. Ook de stad is blauw en paars. Het gaslicht is geel en de weerspiegelingen roodgoud tot groenbrons. Op de groenblauwe uitspanning van de hemel schijnt de grote beer in groen en roze, waarvan de discrete bleekheid contrasteert met de harde goudkleur van het gaslicht".
In zijn brieven over het werk aan Boch en Theo sluit Vincent ook een tekening bij van het werk zoals hem dat voor ogen stond.

## Duiding
In zijn brieven aan Boch eindigt Van Gogh abrupt omschrijving met "Een kleurig liefdeskoppeltje op de voorgrond". De twee figuren staan wat vreemd, enigszins verholen in de compositie, bij twee aangemeerde boten. Het lijkt in eerste instantie een eenvoudig romantisch gegeven, maar daar waar Van Gogh in zijn schetsen in zijn brieven aan Boch en Theo het onderscheid tussen lucht, water en land nog duidelijk markeert, lijken in het uiteindelijke schilderij alle elementen in elkaar over te vloeien, inclusief de figuren. Dit gegeven wordt wel geduid als een als het voorvoelen van een periode van psychisch onbehagen, welke zich toen al moet hebben aangekondigd. Het lijkt alsof het koppel zo uit het water komt gelopen, of misschien willen ze juist in de boten iets ontvluchten. De weidse sterrenhemel maakt ze hoe dan ook nietig en onbeduidend. Niettegenstaande de harmonische opzet en het coherente penseelwerk kondigt de manische ongedurigheid die zijn bekendere versie van bijna een jaar later zou kenmerken zich ook in deze versie al onmiskenbaar aan.

## De Grote Beer
Toen Vincent van Gogh in september 1888 zijn schildersezel aan de oever van de Rhône plaatste, keek hij in zuidwestelijke richting uit op de stad Arles.
De nachtelijke hemel boven de stad werd gekenmerkt door nauwelijks opvallende sterren. Het sterrenbeeld 'de Grote Beer' zou in deze richting nooit zichtbaar zijn geweest.
Wanneer Vincent echter zijn hoofd iets naar rechts draaide, in noordelijke richting, kon hij dit sterrenbeeld precies zien zoals hij het in het schilderij heeft weergegeven.
Dit kunstwerk vormt daarom een samengaan van een aardse voorstelling en een hemelobservatie, die in werkelijkheid vanuit verschillende richtingen zijn waargenomen.

## Galerij

De sterrennacht, juni 1889
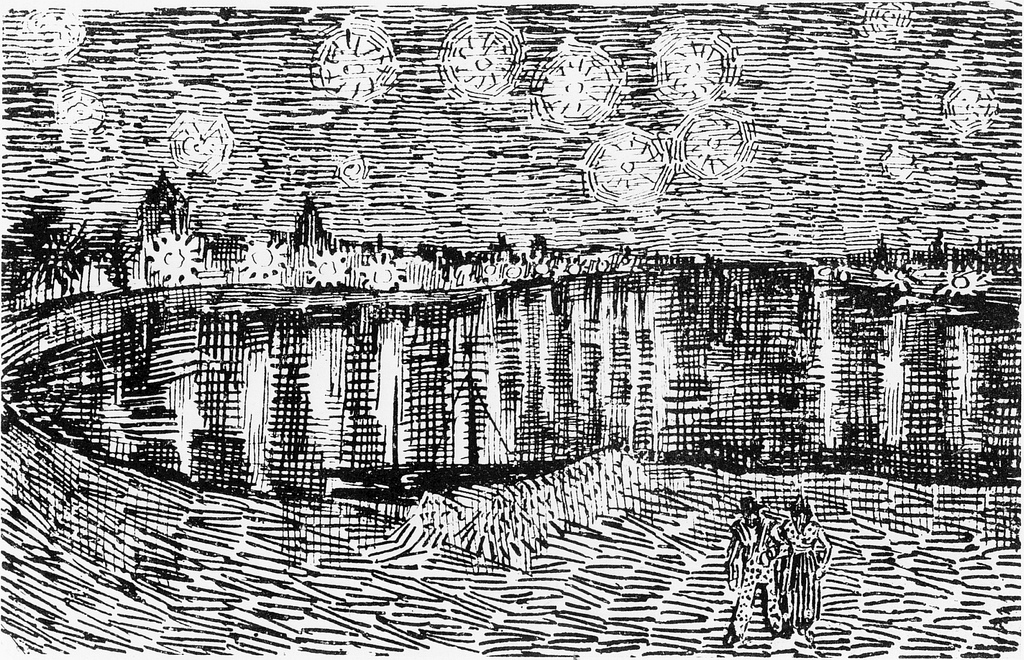
Schets uit brief aan zijn broer Theo
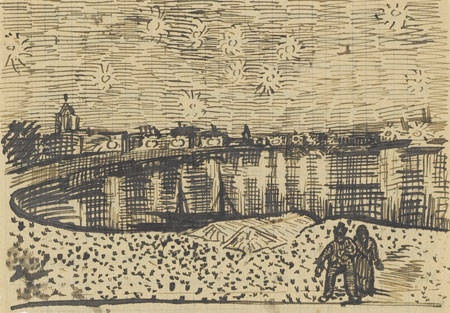
Schets uit brief aan Eugène Boch